# São Nicolau (Marco de Canaveses)
São Nicolau ist ein Ort und eine ehemalige Gemeinde (Freguesia) im portugiesischen Kreis Marco de Canaveses. Die Gemeinde hatte 444 Einwohner (Stand 30. Juni 2011).
Am 29. September 2013 wurden die Gemeinden São Nicolau, Tuias, Fornos, Rio de Galinhas und Freixo zur neuen Gemeinde Marco zusammengeschlossen.